# Xi2 Librae
Título a ser usado para criar uma ligação interna é Xi2 Librae.
Xi2 Librae (15 Librae) é uma estrela na direção da constelação de Libra. Possui uma ascensão reta de 14h 56m 46.11s e uma declinação de −11° 24′ 35.0″. Sua magnitude aparente é igual a 5.48. Considerando sua distância de 538 anos-luz em relação à Terra, sua magnitude absoluta é igual a −0.61. Pertence à classe espectral K4III.